# باگریا
شهر  باگریا (به ایتالیایی: Bagheria) با جمعیت ۵۵٬۵۳۷ نفر  در ناحیه سیسیل در کشور ایتالیا واقع شده‌است.